# Pro tempore
Pro tempore, abreviada pro tem o p. t., és una locució llatina que significa «per a un temps limitat». Aquesta formulació llatina és emprada per a indicar sovint una funció o un càrrec temporal per l'absència d'una personalitat en la funció jeràrquica superior.
- President pro tempore del Senat dels Estats Units. La Constitució americana preveu l'elecció d'un president pro tempore per a presidir el Senat americà en cas d'absència del vicepresident. Excepte durant els anys entre 1886 a 1947, el president pro tempore accedia a la magistratura suprema si els llocs de president i de vicepresident quedaven vacants.

Algunes ciutats i municipalitats als Estats Units no tenen la funció de vicealcalde o alcalde adjunt, sinó una persona del consell municipal actuant com a alcalde pro tempore, és a dir, per un temps en l'absència de l'alcalde titular.
- President pro tempore de la Unió de les nacions sud-americanes. La plaça de president pro tempore és una funció situada al cap de la Unió de les nacions sud-americanes (UNASUR).